# Malva stenopetala
Malva stenopetala är en malvaväxtart som först beskrevs av Ernest Saint-Charles Cosson, Amp; Durieu och Jules Aimé Battandier, och fick sitt nu gällande namn av Soldano, Banfi och Galasso. Malva stenopetala ingår i Malvasläktet som ingår i familjen malvaväxter. Inga underarter finns listade i Catalogue of Life.